# Nitemare 3D
Nitemare 3D est un jeu de tir à la première personne sorti en 1994 sous DOS et développé par Gray Design Associates. L'histoire reprend les codes des films d'horreur des années 1950.